# Utetheisa terminalis
Utetheisa terminalis là một loài bướm đêm thuộc phân họ Arctiinae, họ Erebidae.